# I favoriti della luna
I favoriti della luna (Les favoris de la lune) è un film del 1984 diretto da Otar Iosseliani.

## Trama
A Parigi, dalla rivoluzione francese ai nostri giorni, alcuni personaggi posseggono lo stesso servizio di piatti e un ritratto di donna. Una serie di inganni e furti che riguardano questi oggetti coinvolgono un poliziotto, un trafficante di armi, un anarchico, un fabbro e un ladro.

## Riconoscimenti
- 41ª Mostra internazionale d'arte cinematografica di Venezia
  - Leone d'argento